# 야마토히메노 오오키미

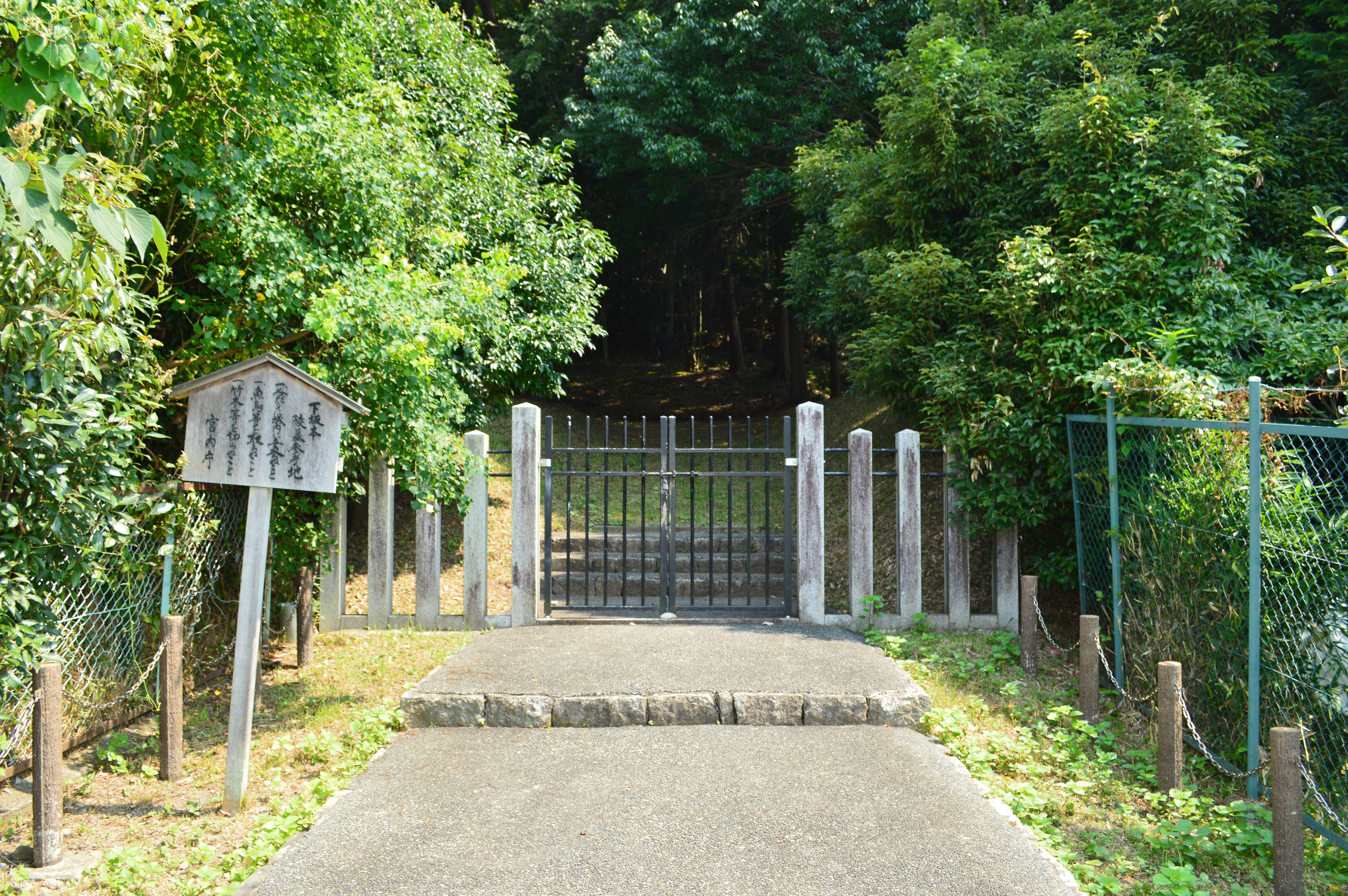
시모사카 본릉묘 참고지 (시가현 오오츠시)

야마토히메노오오키미(일본어: 倭姫王 やまとひめのおおきみ[*], 생몰년 미상)는 아스카 시대의 황족이다. 조메이 천황의 제 1황자 후루히토노오오에노미코의 딸이다. 생모는 알려지지 않았다. 숙부 덴지 천황의 황후이다. 하지만, 자녀는 없다.

## 생애
다이카 원년 9월 12일 (645년 10월 7일), 아버지 후루히토노오오에노미코는 모반죄로 나카노오오에노미코에게 살해당했다는 설이 있다. 덴지 천황 7년 2월 23일 (668년 4월 10일), 나카노오오에노미코가 대왕에 즉위하면서, 대후(大后)가 되었다
덴지 천황이 병으로 쓰러졌을 때, 오오아마노미코 (훗날의 덴무 천황)은 "야마토히메노오오키미가 즉위하고, 오오토모노미코가 태정대신으로서 섭정을 해야한다"고 진언했다. 또한, 덴지 천황 승하 후에 야마토히메노오오키미의 즉위 또는 칭제가 있었다는 설도 있다.
덴지 천황의 위독・붕어 때에 부른 우타 4수가 『만요슈』 2-147, 2-148, 2-149, 2-153에 수록되어 있다.

## 같이 보기
- 오오토모노미코 즉위설

## 야마토히메노오오키미가 등장한 작품

### 만화
- 사토나카 마치코 『天上の虹』
- 나가오카 요시코 『夢の奥城』